# Émilie Desjeux
Émilie Desjeux, née le 9 octobre 1861 à Joigny et morte le 23 avril 1957 à Paris, est une artiste-peintre française.

## Biographie
Émilie Desjeux suit à Paris l'enseignement de William Bouguereau (1825-1905) et de Pierre Vignal et débute au Salon des artistes français dès 1884. Elle y obtient en 1898 une mention honorable.
Elle y expose jusqu’en 1921. Elle prend part à la fondation de l’Union des femmes peintres et sculpteurs, pour soutenir les droits des femmes dans le domaine de l’art.
Émilie Desjeux expose ses toiles Mère Thérèse et Travaux forcés, et deux peintures sur porcelaine, Les Chrysanthèmes et Charité, au Salon tunisien de 1896. En 1899, elle envoie son tableau Le Médecin des pauvres à l’exposition de cette association et, l’année suivante, expose son Autoportrait à l’Exposition universelle de 1900 où elle obtient une mention honorable. Émilie Desjeux expose des aquarelles à la Galerie Georges Petit à Paris en 1907. Elle passe régulièrement ses étés à Bussy où elle a une importante bibliothèque et où elle est inhumée après sa mort, le 23 avril 1957. Deux de ses tableaux, Le Rémouleur et Le Banquet d'inauguration du marché couvert à Auxerre, sont conservés à Auxerre au musée Saint-Germain.
Émilie Desjeux est promue officier de l'ordre des Palmes académiques en 1890. Elle décède le 23 avril 1957 en son domicile, 77 rue des Martyrs dans le 18e arrondissement de Paris et est enterrée à Bussy-en-Othe.

## Collections publiques
Auxerre, musée Saint-Germain
- Le Banquet d'inauguration du marché couvert à Auxerre, 1908, huile sur toile, 125x256 cm, déposé à la maire d'Auxerre[8],[9]
- Le Rémouleur, 1896, huile sur toile, 180x111 cm[9],[10]
- Venise au clair de lune, pastel, 37x43 cm[9]

## Iconographie
- Autoportrait, 1931, pastel, non localisé[9]